# Hans Hermann von Katte
Hans Hermann von Katte, né le 28 février 1704 à Berlin et mort le 6 novembre 1730 à Custrin, est un officier (Leutnant) de l'Armée prussienne et un ami de jeunesse du prince héritier Frédéric II. Il fut exécuté  à l'âge de 26 ans sur l'ordre de Frédéric-Guillaume Ier, roi en Prusse.

## Biographie
Issu d'une noble famille de l'Altmark, Hans Hermann von Katte est le fils du général prussien Hans Heinrich von Katte (1681–1741) et de son épouse Dorothea Sophie (1684–1707), fille du maréchal Alexander Hermann von Wartensleben. Après la mort précoce de sa mère, il grandit au manoir de Dorth près de Deventer et à Wust dans le duché de Magdebourg. À partir de 1717, il a effectué sa scolarité à la Fondation Francke de Halle et a ensuite étudié aux universités de Königsberg et d'Utrecht.
En 1724, Katte est entré dans un régiment de cuirassiers (Gendarmen) de l'Armée prussienne à Berlin. Il est rapidement élevé au rang de Leutnant (en 1729) et d'Oberleutnant (en 1730).
Il rencontre le prince héritier Frédéric II à la cour de Berlin vers 1729. Des spéculations existent sur le fait qu'il eût pu être son amant. De huit ans son cadet, le jeune prince, épris de musique et de culture française, vit dans une grande solitude morale sous la férule d'un père tyrannique et violent, le « le Roi-Sergent » Frédéric-Guillaume Ier de Prusse.

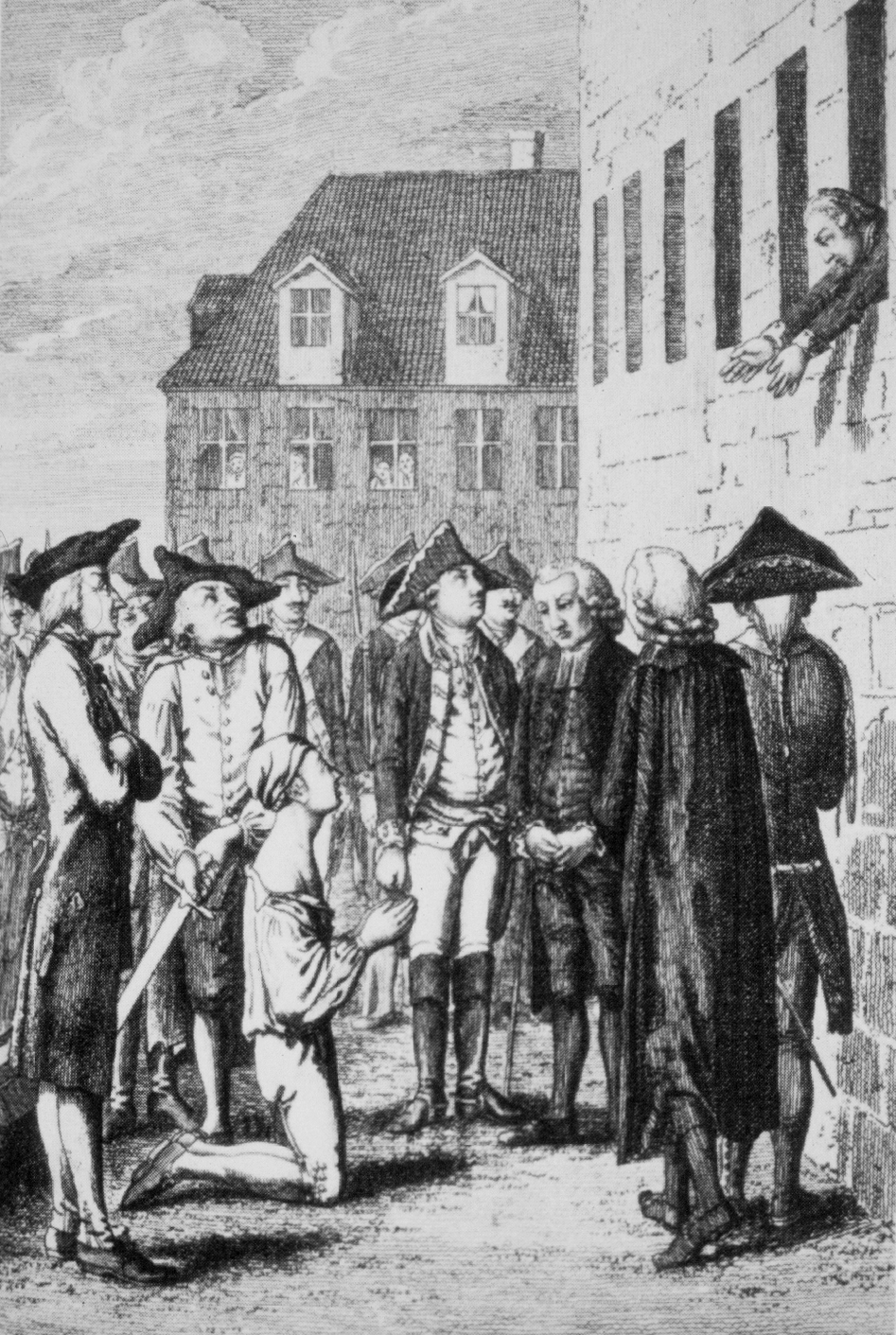
L’exécution de Katte (gravure, 1789).

Au printemps 1730, invité à une grande manœuvre de l'Armée saxonne sous Auguste le Fort près de Zeithain, Frédéric II, âgé de 17 ans, se fâcha avec son père. Ayant soutenu le prince héritier dans sa tentative de fuite vers la France, Katte a été trahi par le baron Heinrich von Brühl et fut arrêté et emprisonné pour crime de désertion à la forteresse de Custrin.
Un tribunal militaire à Köpenick le condamna à la prison à vie. Comble de cruauté (et possiblement outré par la relation intime entre les deux jeunes hommes), le roi Frédéric-Guillaume Ier a renforcé le jugement pénal et il obligea son fils, lui-même emprisonné, à regarder la décapitation de son ami. Quand on le mena à l'échafaud, Frédéric cria en français à Katte, "Veuillez pardonner mon cher Katte, au nom de Dieu, pardonne-moi!". Katte lui répondit en français, "Il n'y a rien à pardonner, je meurs pour vous la joie dans le cœur!". Néanmoins, les circonstances exactes de ce drame sanglant n'ont pas été transmises.